# Norbert Horvatek
Norbert Horvatek (* 8. Oktober 1888 in Gußwerk; † 2. Jänner 1982 in Graz) war ein österreichischer Politiker der SPÖ. Horvatek war Abgeordneter zum Nationalrat und Landtag Steiermark sowie Landesrat und Landeshauptmann-Stellvertreter in der Steiermark. 

## Leben
Horvatek absolvierte die Volksschule im heute slowenischen Marburg, wo er anschließend, 1904, auch die Lehrerbildungsanstalt besuchte. 1908 wurde er Lehrersupplent in Sankt Andrä im Sausal. Weitere Lehrerstationen waren danach Judenburg, Fohnsdorf, Vordernberg und St. Veit. 1924 wurde er Bürgermeister der steirischen Gemeinde Fohnsdorf. Anschließend saß er für die SPÖ im österreichischen Nationalrat (von 18. Mai 1927 bis 1. Oktober 1930 und von 2. Dezember 1930 bis 17. Februar 1934). Nach der Niederschlagung des Februaraufstandes 1934 wurde Horvatek 1934 im Anhaltelager Wöllersdorf inhaftiert; 1938 und 1944 wurde er von den Nationalsozialisten festgenommen.
Von 1945 bis 1960 war er Landtagsabgeordneter in der Steiermark, zwischen 1945 und 1952 auch stellvertretender Vorstand der steirischen SPÖ. Schließlich übte der Steirer noch das Amt des Landeshauptmann-Stellvertreters der Steiermark von 30. Jänner 1954 bis zum 15. Juni 1960 aus, zuvor war er bereits Landesrat vom 20. Mai 1945 bis zum 30. Jänner 1954 gewesen.
Sein Sohn Günther Horvatek (1943–1986) war ebenso als Abgeordneter zum Steirischen Landtag und als Landesparteisekretär der Sozialistischen Partei Österreichs tätig. 

## Auszeichnungen (Auszug)
- Ehrenring des Landes Steiermark